# Zatoka Køge
Zatoka Køge (duń. Køge Bugt) – zatoka Morza Bałtyckiego, położona u wschodnich wybrzeży Zelandii, w pobliżu duńskiego miasta Køge, na południe od Kopenhagi.
1 lipca 1677 roku na wodach tej zatoki odbyła się bitwa morska pomiędzy flotą Danii i Szwecji, w której Duńczycy odnieśli spektakularne zwycięstwo manewrując na doskonale sobie znanym akwenie tak, że okręty Szwedów osiadły na mieliznach, na których zostały zatopione.